# Silke Van Avermaet
Silke Van Avermaet (Dendermonde, 2 giugno 1999) è una pallavolista belga, centrale della UYBA.

## Carriera

### Club
La carriera di Silke Van Avermaet inizia nella stagione 2014-15 con il Vilvoorde, in Nationale 1; nella stagione successiva viene ingaggiata dal Asteríx Kieldrecht, in Liga A, a cui resta legata per sei annate, aggiudicandosi quattro Coppe del Belgio, cinque scudetti e quattro Supercoppe: nell'annata 2020-21 ottiene inoltre il riconoscimento di MVP sia per la Coppa del Belgio che per il campionato.
Nella stagione 2021-22 si trasferisce in Francia, al Mulhouse, in Ligue A, club dove vince due Supercoppe francesi; per il campionato 2024-25 è nella Serie A1 italiana, firmando per la UYBA.

### Nazionale
Dal 2014 al 2016 fa parte della nazionale belga under 19, con cui nel 2015, anno in cui è convocata nella selezione under 18, vince la medaglia di bronzo campionato europeo; nel 2017 è chiamata nella nazionale under 20.
Nel 2017 ottiene le prime convocazioni nella nazionale maggiore: nel 2022 si aggiudica la medaglia d'argento alla Volleyball Challenger Cup, mentre nel 2024 quella di bronzo all'European Golden League.

## Palmarès

### Club
- Campionato belga: 5

2015-16, 2016-17, 2017-18, 2018-19, 2020-21
- Coppa del Belgio: 4

2015-16, 2016-17, 2017-18, 2020-21
- Supercoppa belga: 4

2016, 2017, 2018, 2019
- Supercoppa francese: 2

2021, 2022

### Nazionale (competizioni minori)
- Campionato europeo under 18 2015
- Volleyball Challenger Cup 2022
- European Golden League 2024

### Premi individuali
- 2021 - Coppa del Belgio: MVP
- 2021 - Liga A: MVP